# Ashleigh Weerden
Ashleigh Weerden, née le 7 juin 1999 à Amsterdam, est une footballeuse internationale néerlandaise évoluant au poste d'attaquante à Crystal Palace.

## Biographie

### Carrière en club
Ashleigh Weerden commence sa carrière senior en jouant au FC Twente en 2017. Elle y reste trois saisons et remporte la deuxième année le titre de championne des Pays-Bas avec le club.
En juin 2020, elle rejoint le Montpellier HSC, en France. 
En juin 2022, elle rejoint le Ajax Amsterdam. 

### Carrière internationale
Ashleigh Weerden fait ses débuts en équipe nationale le 4 mars 2019 lors de la défaite 1-0 face à la Pologne lors de l'Algarve Cup.

## Palmarès
FC Twente
- Eredivisie (1)
  - Championne en 2018-2019
  - Finaliste en 2017-2018

## Statistiques
| Saison                | Club                  | Championnat           | Championnat | Championnat | Coupe(s) nationale(s) | Coupe(s) nationale(s) | Compétition(s) continentale(s) | Compétition(s) continentale(s) | Compétition(s) continentale(s) | Total | Total |
| Saison                | Club                  | Division              | M.          | B.          | M.                    | B.                    | Comp.                          | M.                             | B.                             | M.    | B.    |
| 2017-2018             | FC Twente             | Eredivisie            | 24          | 2           |                       |                       | -                              | -                              | -                              | 24    | 2     |
| 2018-2019             | FC Twente             | Eredivisie            | 24          | 4           |                       |                       | -                              | -                              | -                              | 24    | 4     |
| 2019-2020             | FC Twente             | Eredivisie            | 12          | 0           |                       |                       | C1                             | 7                              | 2                              | 19    | 2     |
| Sous-total            | Sous-total            | Sous-total            | 60          | 6           |                       |                       | -                              | 7                              | 2                              | 67    | 8     |
| Total sur la carrière | Total sur la carrière | Total sur la carrière | 60          | 6           |                       |                       | -                              | 7                              | 2                              | 67    | 8     |